# Sainte-Foy-de-Longas
Sainte-Foy-de-Longas is een gemeente in het Franse departement Dordogne (regio Nouvelle-Aquitaine) en telt 238 inwoners (2004). De plaats maakt deel uit van het arrondissement Bergerac.

## Geografie
De oppervlakte van Sainte-Foy-de-Longas bedraagt 16,7 km², de bevolkingsdichtheid is 14,3 inwoners per km².
De onderstaande kaart toont de ligging van Sainte-Foy-de-Longas met de belangrijkste infrastructuur en aangrenzende gemeenten.

## Demografie
Onderstaande figuur toont het verloop van het inwonertal (bron: INSEE-tellingen).